# The Little Patriot
The Little Patriot er en amerikansk stumfilm fra 1917 af William Bertram.

## Medvirkende
- Marie Osborne
- Herbert Standing
- Marion Warner
- Jack Connolly
- Frank Lanning